# George Whitaker
George Whitaker (n. 25 august 1864, Londra, Regatul Unit al Marii Britanii și Irlandei – d. 23 august 1937, Brighton & Hove, Anglia, Regatul Unit) a fost un trăgător de tir ce a reprezentat Marea Britanie la Jocurile Olimpice, medaliat olimpic. A participat la 2 ediții ale Jocurilor Olimpice (1908, 1912) în care a câștigat o medalie de argint și o medalie de bronz.